# José Casas Gris
José Casas Gris, ismertebb nevén: Pepín (Valencia, 1931. november 16. – Las Palmas, 2010. október 22.) Európa-bajnok spanyol válogatott labdarúgókapus.
A spanyol válogatott tagjaként részt vett az 1964-es Európa-bajnokságon.

## Sikerei, díjai
Spanyolország
- Európa-bajnok (1): 1964